# Jiří Reichl
Jiří Reichl (13. dubna 1940 – 11. března 1999) byl český režisér a scenárista.
Podílel se mimo jiné na televizních dokumentech Sny a skutečnost Hanzelky a Zikmunda a Requiem za 116 vesnic nebo televizních seriálech Svobody se nevzdáme a Zač jsme bojovali.
Spolupracoval zejména s Milanem Maryškou a Jindřichem Frýdou, s nimiž také (in memoriam) získal Cenu Ferdinanda Peroutky.